# 栽培植物

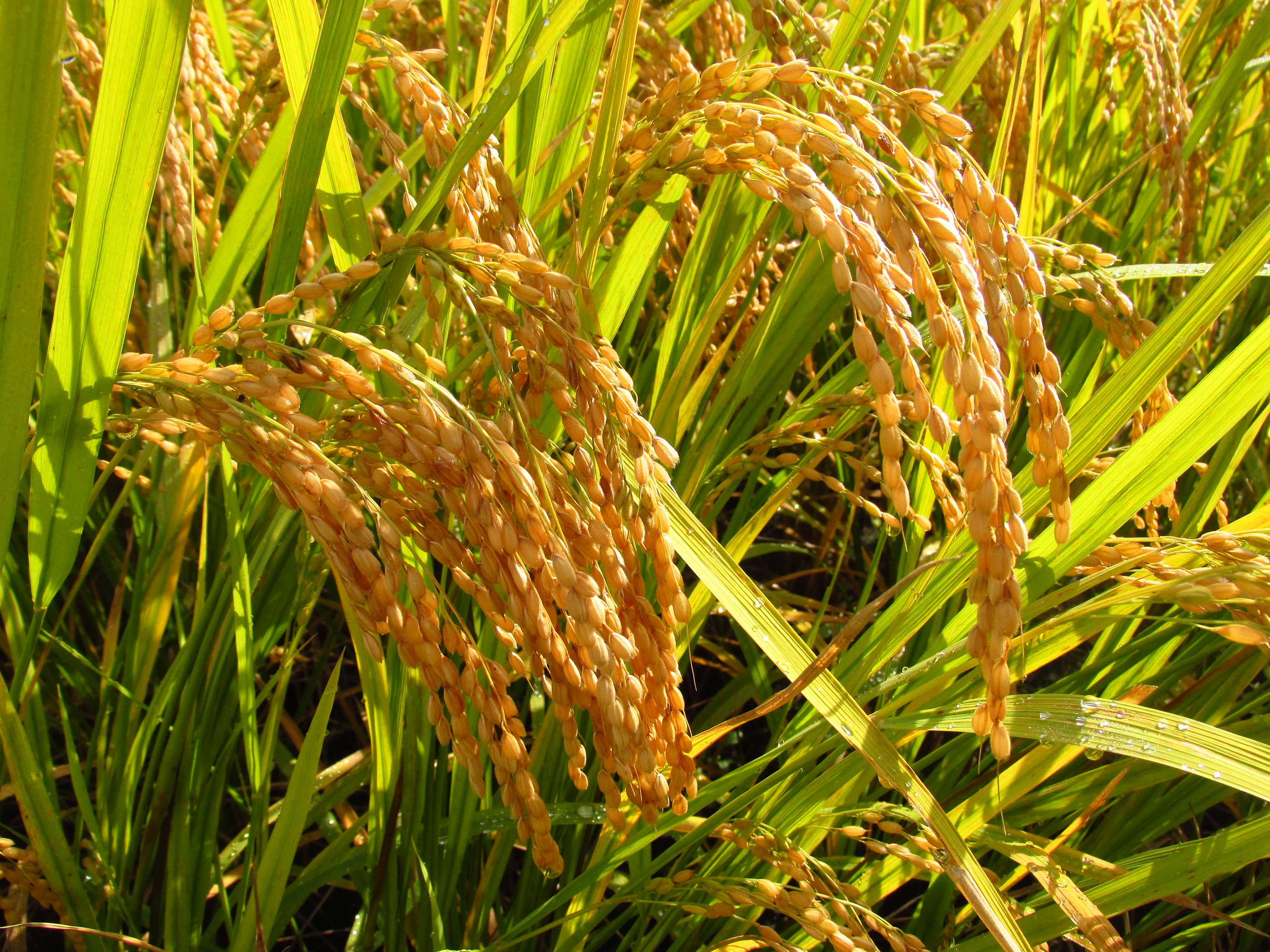
成熟したイネの穂。イネの実が自然に脱粒しないのは、収穫しやすい品種が人為的に選択されたためと考えられる。

栽培植物（さいばいしょくぶつ）は、人間によって栽培される植物を総括する用語である。栽培植物は農耕の発生により生まれたもので、人間による種子の選択などで遺伝形質的変化（栽培化またはドメスティケーション; 以下栽培化）が起こり、その結果として原種と比べて実の大型化などの特徴が現れたものが多い。こうした人為的に育てられた植物にみられる適応現象を、栽培化症候群と呼ぶ。

## 概要
栽培植物の歴史は農業の歴史でもある。人類が新石器時代に植物の栽培による食糧生産を始めると、人為的な選択により植物に栽培化が起こり、野生植物に見られない特徴が現れる。栽培植物に見られる特徴として、利用部分の収穫量や農耕作業の効率を上げるものが多く、また一部には人間による栽培環境下でなければ育たない種もあり、栽培植物と人間は共生関係にあるといえる。このような栽培化は連続的であり現在も進行しているが、農耕の始まり以来1万年という短期間で急激に進んだ変化であり、自然発生的な進化とは異なるとされる。
また、近代以降の農業は生産性を向上させるために、特定の栽培植物を画一的に栽培するようになった。こうした状況は遺伝的侵食 (genetic erosion) と言い換える事ができ、それゆえに現代の農業は病虫害の蔓延リスクを抱えている。それに対応するために、野生種・在来種・近縁種などとの交配や遺伝子操作による品種改良が行われているが、品種改良の元となる野生種・在来種・近縁種は遺伝資源と捉えられ、国際的な協力の元で様々な組織で保存されている。

## 栽培植物の成立過程
第四紀に至ると乾燥気候が発達して草原が出現した。さらにそうした環境を好むイネ科やマメ科の植物が進出し、それを求めて草食動物が現れてある種の共生環境を形成した。こうした状況に人類が現れると、狩猟・採集、あるいは排泄やゴミの投棄などの生活行為により環境を攪乱していったと考えられている。そうした人為攪乱環境に適応した植物を雑草性植物と呼ぶが、その中から人類は有益な植物を積極的に利用し、やがて有用な雑草性植物の繁殖を管理したり、それ以外の植物を除去したりするようになった。この状態を半栽培と呼ぶ。
さらに段階が進むと、人類は積極的に環境を攪乱して耕作地をつくる。ここで栽培された野生植物あるいは雑草性植物は、自然から隔離された環境で、遺伝的選択と播種から収穫までの周期が繰り返されることで栽培化が進行し、栽培植物になったと考えられている。こうした変化は考古学的見地から1万年前ごろから始まったとみられるが、急激に進行したのではなく数千年単位の移行期間があったと考えられている。

## 七大起源中心地域
| 左から、ダイコンの原種のひとつとされるセイヨウノダイコン、起源地ヨーロッパのハツカダイコン、東アジアで2次的分化が起きたいわゆるダイコン |  | 左から、ダイコンの原種のひとつとされるセイヨウノダイコン、起源地ヨーロッパのハツカダイコン、東アジアで2次的分化が起きたいわゆるダイコン |  | 左から、ダイコンの原種のひとつとされるセイヨウノダイコン、起源地ヨーロッパのハツカダイコン、東アジアで2次的分化が起きたいわゆるダイコン |
| 左から、ダイコンの原種のひとつとされるセイヨウノダイコン、起源地ヨーロッパのハツカダイコン、東アジアで2次的分化が起きたいわゆるダイコン |  | |  | |

多くの栽培植物は、特定の地域で栽培化が発生して各地に伝播したとされるが、その栽培化が発生した場所（起源地）は、大まかに7地域に纏めることができる。また、栽培植物によっては栽培化が発生した場所よりも、伝播した地域でさらに多様化した発生したものもあり、こうした場所を「二次的分化の中心地」と呼ぶ。

### 地中海・西南アジア
中東を中心に地中海沿岸から中央アジアに至る地域で、ムギ類と家畜を伴った有畜農耕が発達し、肥沃な三日月地帯を始めとして1万年前に初期農耕が生まれた。特にムギ類から得られる炭水化物と、マメ類から得られるタンパク質、油用植物の植物性脂肪に加えて、家畜から得られる動物性脂質と乳製品を利用したバランスのよい食文化が生まれている。

### アフリカ
西アフリカのニジェール川流域からサハラ砂漠の南縁を通りエチオピア高原に至る地域で、モロコシ、ヒエ類などの夏作イネ科穀類と、スイカ、オクラ、コーヒーノキなどの起源地である。農耕の始まりは定かではないが、6000年前ごろと考えられている。

### 中央アジア・インド
中央アジアからインドに至る、ステップ・サバンナ帯地域。ユーラシア大陸に広がった夏作のアワとキビの起源地。その他に、キマメ、ケツルアズキ、ヤエナリなどのマメ類と、ナス、キュウリ、ゴマなどが知られる。

### 東アジア
中国の中・北部から日本列島に至る東アジア地域。農耕開始はおよそ6000～8000年前とされ、起源地が長江流域と思われるジャポニカ米や、アブラナ類が多様な変化をおこした二次的中心地でもある。

### 東南アジア
中国南部、インド亜大陸、東南アジアの大陸部と島嶼部を含む地域。農耕の開始は早く、1万年前と推定される。この地域で栽培化された植物は栄養繁殖するものが多いことが特徴で、ヤマイモ類、タロイモ類、バナナ、サトウキビなどが知られる。このほかチャノキ、柑橘類、マンゴーなどの熱帯性果物類、コショウなどの香辛料の起源地でもある。

### メソアメリカ
メキシコ高原を中心とした北アメリカ南部からグアテマラを含む中央アメリカ北部に至る地域。この地域を起源地とする代表的な植物はトウモロコシで、このほかインゲンマメとカボチャなどが7000年前の農耕で栽培化されたと考えられている。このほか、サツマイモ、トウガラシ、バニララン、リクチメン(綿)、カカオなどの起源地である。

### 南アメリカ
主にアンデス山脈に沿った高原地帯およびその周辺の東斜面。重要な農作物としてキャッサバ、ジャガイモの起源地であり、トマト、ラッカセイや熱帯性のパイナップル、パパイアなどの果物が知られる。またアマゾン地域のパラゴムノキは近代的な需要により最も新しく広範囲で栽培されるようになった植物である。

## 栽培植物に現れる適応現象
| ヒマワリと、その原種とされるHelianthus giganteus（英語版）。油料作物として栽培されるヒマワリは頭花が大きく側枝の無いものが選択されたと考えられる。 |  | ヒマワリと、その原種とされるHelianthus giganteus（英語版）。油料作物として栽培されるヒマワリは頭花が大きく側枝の無いものが選択されたと考えられる。 |
| ヒマワリと、その原種とされるHelianthus giganteus。油料作物として栽培されるヒマワリは頭花が大きく側枝の無いものが選択されたと考えられる。           |  | |

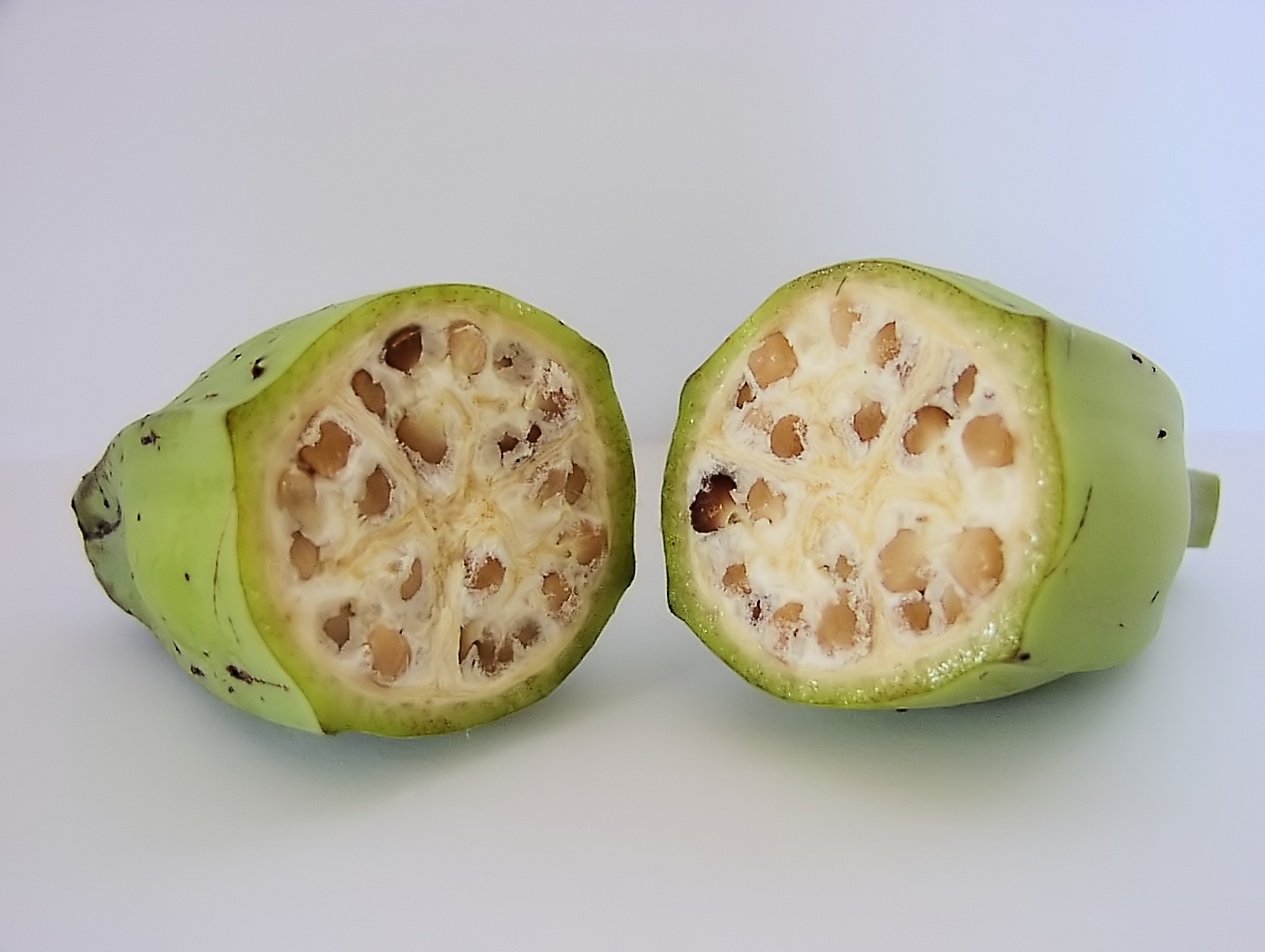
バナナの原種とされるリュウキュウバショウ。多数の種子がある。

栽培植物に現れる適応現象として以下のものが知られている。
非脱粒性の出現
イネ類の野生植物は種子が熟すと自然に脱粒して播種する仕組みを持つが、栽培化されたイネはこの特性が失われているため収穫性がよく、軸から種子を引き離すために脱穀が行われる。
発芽抑制の欠如
イネ類の野生植物では種子が地面に落下しても即座に発芽することなく一定期間休眠する。この特性を休眠性と呼ぶが、栽培化によってこれが失われ、人為的に播種された後に短期間で発芽するようになり栽培が管理しやすくなった。こうした変化は、発芽の悪い（休眠している）種子が間引かれたことで無意識に選抜が行われたとされる。
器官の大型化
根が大型化したダイコン類など、利用される器官が大型化・特殊化するもの。葉菜・根菜・イモ類・果実などに顕著である。
完熟期の同時性
野生植物ではバラつきがあった完熟期が、栽培化によって同時に完熟を迎えるようになり、収穫性がよくなった。
つる性から草性へ
ダイズのように栽培化によってつる性が失われて草性に変化したものや、トマトのようにツルの伸育性が有限になったものがある。
他殖性から自殖性へ
トウガラシやイネなどは限られた個体数でも確実に収穫が得られるよう、生殖様式が自殖性に変化した。
不稔性への変化
バナナやウンシュウミカンのように果肉を最大限に得るために、受粉しても種子をつくらなくなったものがある。
日長性の変化
植物の生育が昼の長さ（日長条件）に支配される事があるが、生育環境に合わせてこれが変化し、耐寒性や耐干性が向上したもの。イネの高緯度での栽培はこの変化によるものとされる。
成分の変化
イネ科穀類のうちもち米は貯蔵デンプンがアミロペクチンのみで粘り気（モチ性）を得た。こうした変化は突然変異種が人為的な選択によって維持されたと考えられるが、東アジアと島嶼部に限定してみられる特性で、食文化と強く結びついた栽培化と考えられる。
毒性の減少
柿やインゲンマメ、ジャガイモなど、有毒成分や苦味成分が少なくなったものがある。

## 研究史
ダーウィンの『種の起源』（1859年）以来、人為選択が動植物の進化に与える影響について遺伝学者の関心が集められてきた。なかでも人間による栽培（農耕）により栽培植物が発生していたことは早くから知られていたが、それらの起源について最初に体系的な研究を行ったのはアルフォンス・ドゥ・カンドールである。カンドールは植物地理学や言語学などの知識を統合し『栽培植物の起源（原題: Origine des plantes cultivées）』（1883年）を著した。1920年以降は、ニコライ・ヴァヴィロフやジャック・ハーランが、栽培植物の起源地を探る研究を行った。ヴァヴィロフは、個々の栽培植物の起源地を探ると、いくつかの中心地に纏められると考えた。またハーランは、ヴァヴィロフの中心地よりも広い地域で複数の栽培植物が起源したと考えた。現在では、多くの栽培植物の起源地が特定できているが、おおよそ2人の説の間になっている。
また、長らく栽培植物の起源についての研究は観察による直感や類似性からの推察に終始していたが、20世紀末以降は栽培植物のゲノム解析が進み、栽培化の過程の解明や、栽培化遺伝子の特定が行われている。近年は遺伝子組み換えによって特定成分を増減することも可能になっており、エルカ酸を含まない菜種油（キャノーラ油）がその代表である。
また、こうした研究は植物考古学に応用されている。1990年代に圧痕レプリカ法が確立され、日本の考古学の分野では土器に残された植物の痕跡から先史時代の植生の研究が進み、ダイズ属（野生種のツルマメ）の種子が縄文時代中期以降に大型化することが確認された。ダイズの変化は栽培化によるものと推測され、また同様の傾向はアズキ属（現生のヤブツルアズキ）にも見られることから、この時期に初期段階の農耕が始まったとする説が有力になりつつある。